# 분자 다중기능성
분자 다중기능성(分子多重機能性, 영어: molecular promiscuity)은 분자가 하나 이상의 다른 부류의 분자와 상승적 또는 적대적으로 상호작용하기 위해 결합하는 능력을 지칭한다. 이러한 상호작용에는 여러 가지의 주변분비, 내분비, 자가분비 특성이 포함될 수 있다.

## 같이 보기
- 효소 다중기능성